# سايونارا واتاشي نو كوراما
سايونارا واتاشي نو كوراما (باليابانية: さよなら私のクラマー، بالروماجي: Sayonara Watashi no Kuramā) (بالإنجليزية: Farewell, My Dear Cramer)‏
هي سلسلة مانغا يابانية من تأليف ناوشي أراكاوا، نشرت من قبل كودانشا
في مجلة شونن الشهرية، منذ 6 مايو عام 2016 حتى 4 ديسمبر عام 2020، تم تجمع فصول المانغا في 14 مجلد تانكوبون، نشرت منذ 17 اغسطس عام 2016 حتى 1 أبريل عام 2021. أنتجت إلى مسلسل أنمي تلفزيوني من قبل استوديو ليدين فيلمز، عرض في 4 أبريل عام2021 واستمر عرضه حتى 27 يونيو عام 2021، وتكون من 13 حلقة.

## القصة
تدور أحداث القصة عن سوميري سو التي لم تحقيق أي إنجازات في لعبة كرة القدم في المدرسة المتوسطة، تدعوها صديقتها ميدوري سوشيزاكي للإنضمام إلى مدرستها وارابي سينان الثانوية، على أمل أن يأخذوا فريق المدرسة ذو الأداء الضعيف إلى القمة.

## الشخصيات

### مدرسة وارابي سينان الثانوية

#### نادي الفتيات لكرة القدم
نوزومي أوندا (باليابانية: 恩田 希، بالروماجي: Onda Nozomi)
أداء صوتي: ميوري شيمابوكورو
ساوا إيتشيزين (باليابانية: 越前 佐和، بالروماجي: Echizen Sawa)
أداء صوتي: شيون واكاياما
سوميري سو (باليابانية: 周防 すみれ، بالروماجي: Suō Sumire)
أداء صوتي: تومويو كوروساوا
ميدوري سوشيزاكي (باليابانية: 曽志崎 緑، بالروماجي: Soshizaki Midori)
أداء صوتي: آوي يوكي
آيا شيراتوري (باليابانية: 白鳥 綾، بالروماجي: Shiratori Aya)
أداء صوتي: شيهو كوكيدو
إيريكو تاسي (باليابانية: 田勢 恵梨子، بالروماجي: Tase Eriko)
أداء صوتي: يو شيمامورا
ماكوتو مياساكا (باليابانية: 宮坂 真琴، بالروماجي: Miyasaka Makoto)
أداء صوتي: مارينا يامادا
ريو كيكوتشي (باليابانية: 菊池 類، بالروماجي: Kikuchi Rui)
أداء صوتي: رينا مايدا
أيومو كيشي (باليابانية: 岸 歩، بالروماجي: Kishi Ayumu)
أداء صوتي: أزومي واكي
ساوري كوموراساكي (باليابانية: 小紫 沙織، بالروماجي: Komurasaki Saori)
أداء صوتي: ميسانو ساكاي
نوريكو أوكاتشيماتشي (باليابانية: 御徒町 紀子، بالروماجي: Okachimachi Noriko)
أداء صوتي: أنزو هارونو
كارينا كاكوغاوا (باليابانية: 加古川 香梨奈، بالروماجي: Kakogawa Karina)
أداء صوتي: رينا هاسيغاوا
ناوكو نومي (باليابانية: 能見 奈緒子، بالروماجي: Nōmi Naoko)
أداء صوتي: يوكو كايدا
غورو فوكاتسو (باليابانية: 深津 吾朗، بالروماجي: Fukatsu Gōro)
أداء صوتي: جونيتشي سوابي

#### نادي الفتيان لكرة القدم
تيتسوجي يامادا (باليابانية: 山田 鉄二، بالروماجي: Yamada Tetsuji)
أداء صوتي: كوكي أوتشياما
كاورو تاكي (باليابانية: 竹井 薫، بالروماجي: Takei Kaoru)
أداء صوتي: ريوتا أوساكا
ياسواكي تاني (باليابانية: 谷 安昭، بالروماجي: Tani Yasuaki)
أداء صوتي: شيمبا تسوتشيا
إيكين أسوكا (باليابانية: 飛鳥 永建، بالروماجي: Asuka Eiken)
أداء صوتي: تاكايا كورودا

### مدرسة فوجي دايتشي جونيور الثانوية
جونبي أوندا (باليابانية: 恩田 順平، بالروماجي: Onda Junpei)
أداء صوتي: ريوكو شيرايشي
كوزو ساميجيما (باليابانية: 鮫島 幸造، بالروماجي: Samejima Kōzō)
أداء صوتي: كوجي يوسا

### مدرسة كونوغي غاكوين الثانوية
ميزوكي كاجي (باليابانية: 梶 みずき، بالروماجي: Kaji Mizuki)
أداء صوتي: ساوري هايامي
هارونا إيتو (باليابانية: 井藤 春名، بالروماجي: Itō Haruna)
أداء صوتي: يوي إيشيكاوا
ماو تسوكودا (باليابانية: 佃 真央، بالروماجي: Tsukada Mao)
أداء صوتي: ماكوتو كويتشي
كينروكو واشيزو (باليابانية: 鷲巣 兼六، بالروماجي: Washizu Kenroku)
أداء صوتي: كازوهيرو ياماجي

### مدرسة أوراوا هوسي الثانوية
تشيكا كيريشيما (باليابانية: 桐島 千花، بالروماجي: Kirishima Chika)
أداء صوتي: يوي ماكينو
يو تينما (باليابانية: 天馬 夕، بالروماجي: Tenma Yū)
أداء صوتي: إيكا كوباياشي
أليس أداتارا (باليابانية: 安達太良 アリス، بالروماجي: Adatara Arisu)
أداء صوتي: هيروكو كيسو
كي هانابوسا (باليابانية: 花房 圭، بالروماجي: Hanabusa Kei)
أداء صوتي: نيتشيكا أوموري
مانامي كايسين (باليابانية: 財前 奈々美، بالروماجي: Zaizen Nanami)
أداء صوتي: ميكاكو كوماتسو
ماساهيرو غوتودا (باليابانية: 後藤田 正弘، بالروماجي: Gotōda Masahiro)
أداء صوتي: شو هايامي

### مدرسة كورينكان الثانوية
ري كوتاني (باليابانية: 九谷 怜، بالروماجي: Kutani Rei)
أداء صوتي: يومي أوتشياما

## وصلات خارجية
- موقع المانغا الرسمي باللغة اليابانية
- Anime project official website باللغة اليابانية
- موقع الأنمي الرسمي باللغة اليابانية